# گالیون‌ماهی‌ها
گالیون‌ماهی‌ها (نام علمی: Dichistius) نام یک سرده از راسته سوف‌ماهی‌سانان است.

## گونه‌ها
این سرده در حال حاضر شامل ۲ گونه زیر است:
- Dichistius capensis  (ژرژ کوویه, ۱۸۳۱) (galjoen)
- Dichistius multifasciatus (Pellegrin, ۱۹۱۴) (banded galjoen)